# Catedral d'Ertatsminda
La catedral d'Ertatsminda (en georgià, ერთაწმინდის ტაძარი) és una catedral de l'Església ortodoxa georgiana del municipi de Kaspi, Geòrgia. Es troba al centre del poble d'Ertatsminda. El nom "Ertazminda" deriva de la paraula "Estatezminda" (en georgià ესტატეწმინდა), el significat de la qual és 'sant Eustaqui'.

## Història
Va ser construïda en el segle xiii i és estilísticament similar a altres edificis d'estil georgià de l'època medieval, com l'església d'Ikorta, l'església de Tsughrughasheni, el monestir de Pitareti, el monestir de Betània i Kvatakhevi. És feta de pedra tallada i la seva gran cúpula descansa sobre dos pilars independents. L'absis està flanquejada per dues cambres contigües de dos pisos. La catedral està decorada amb pintura mural. L'edifici és particularment conegut per la seva rica façana amb una creu ornamentada.
Al segle xvii va ser confiada a l'administració de la família Tarkhan-Mouravi. Entre d'altres, Paata, el fill de Giorgi Saakadze assassinat per Abbas I el Gran, hi va ser enterrat. Va ser dedicada a Eustaqui de Mtskheta, un sant assassinat pels perses l'any 550 per haver negat el zoroastrisme.

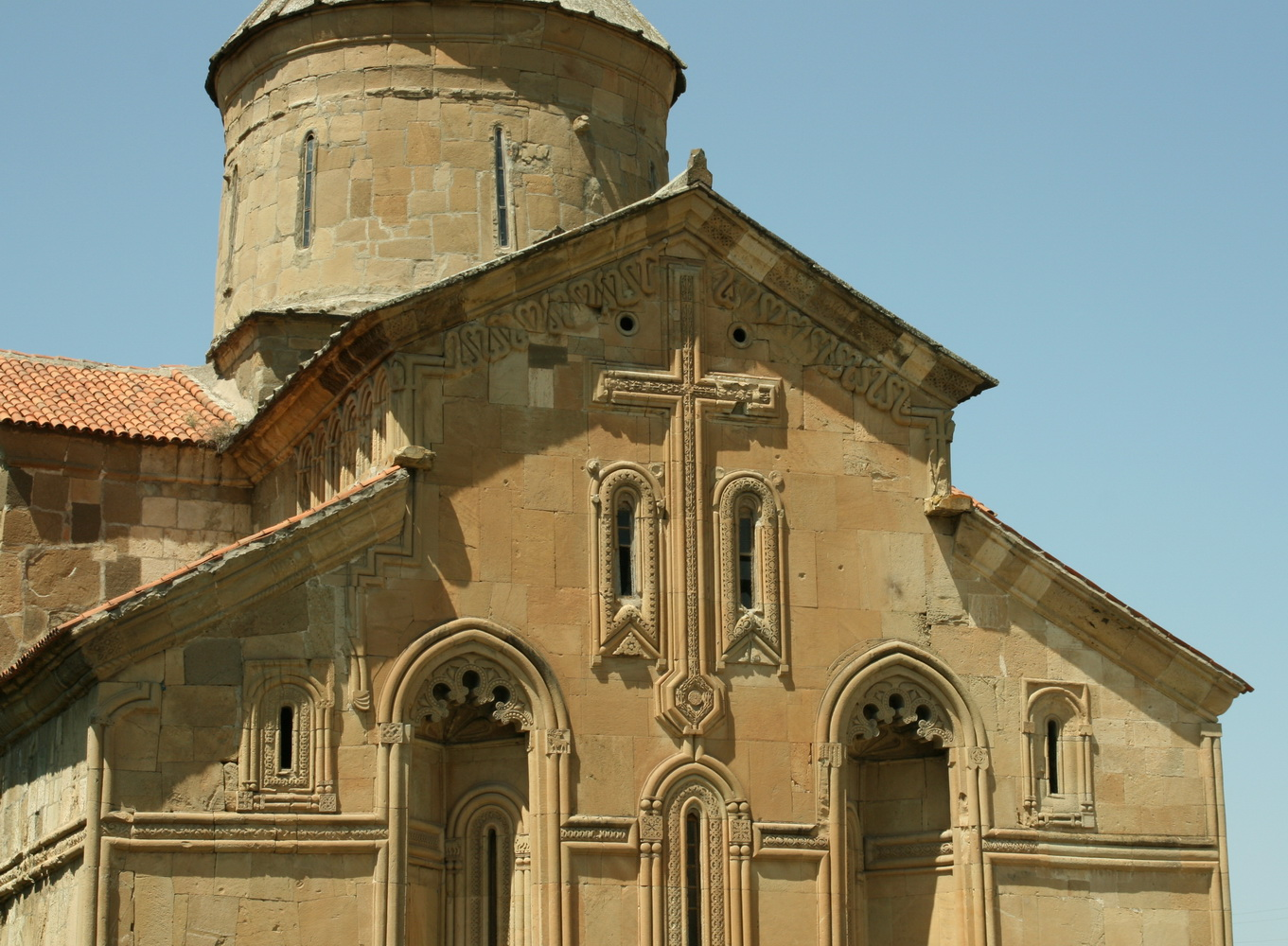
Façana
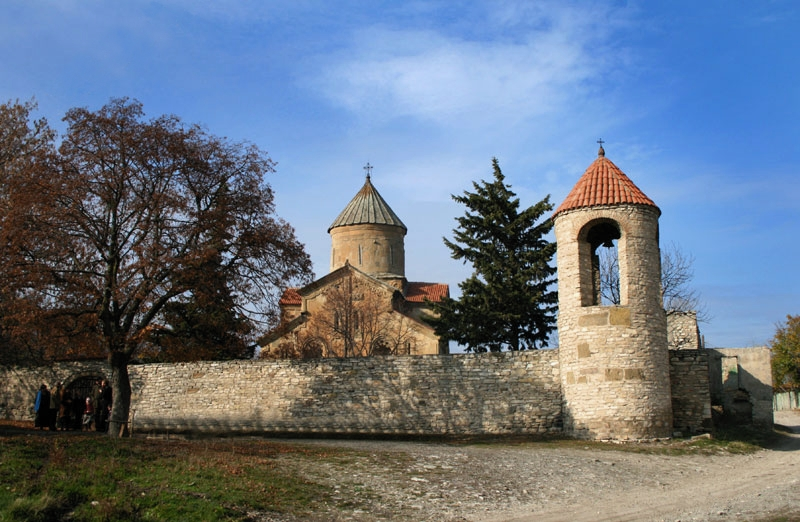
Campanar
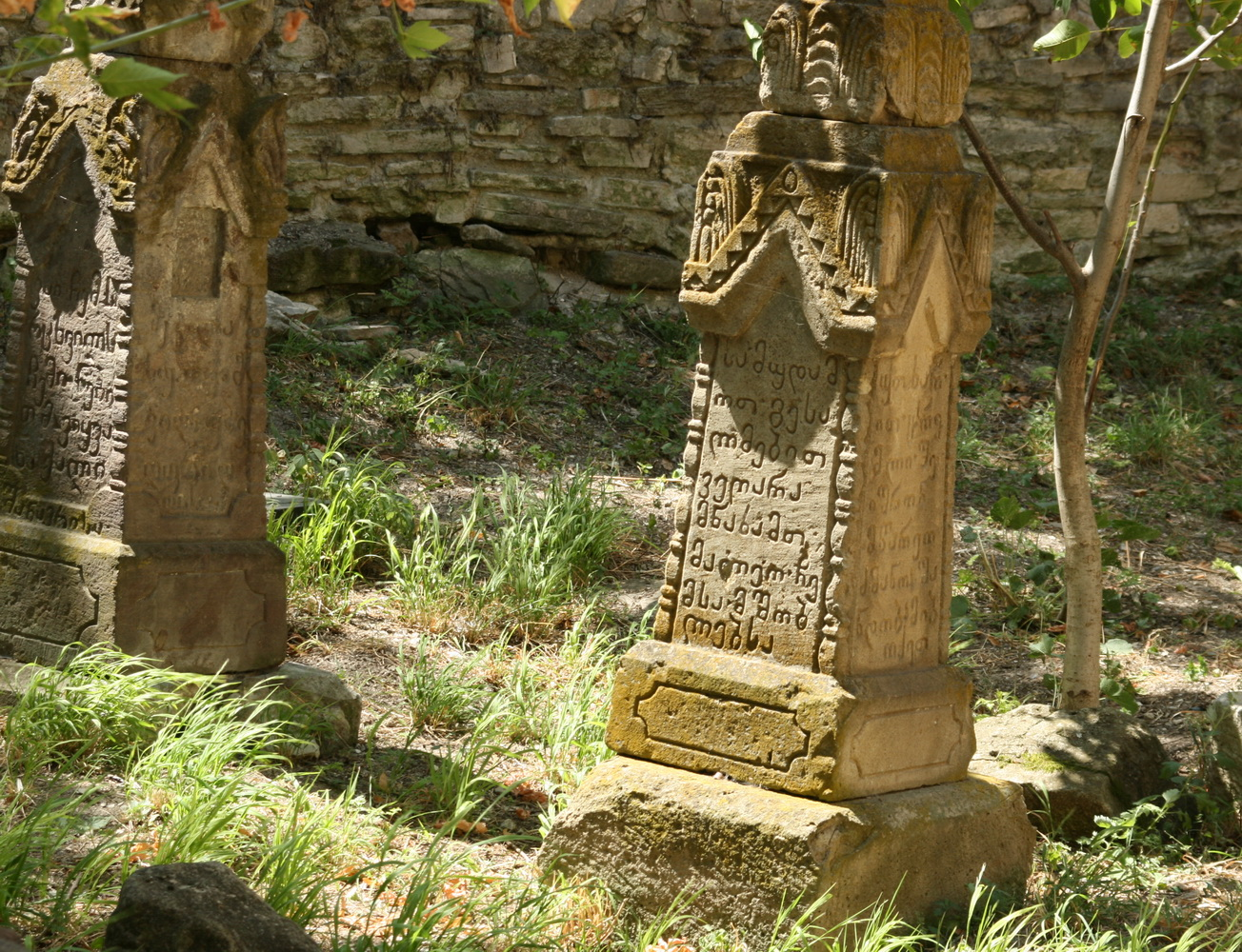
Tomba
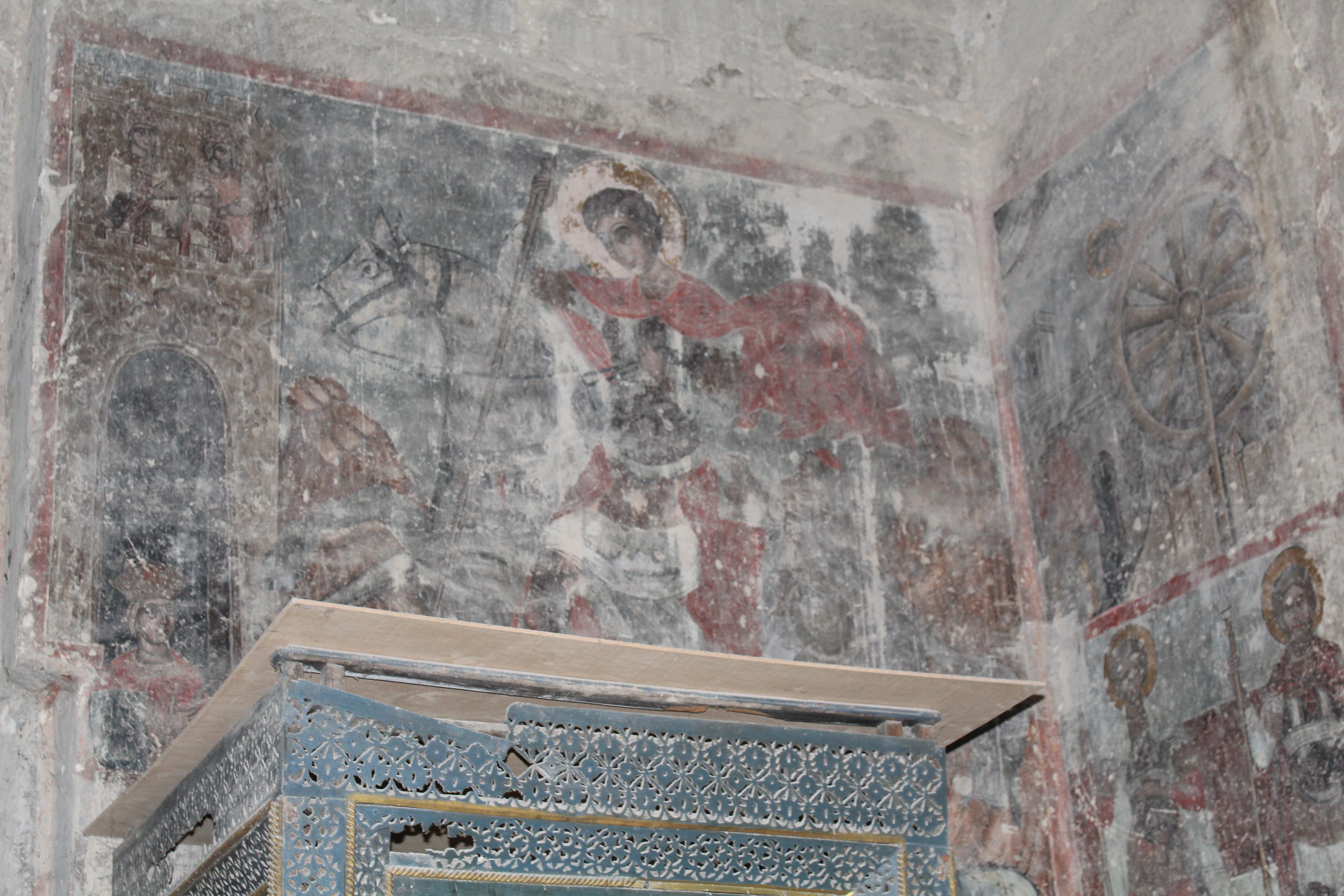
Pintura mural a l'església